# گروه اراوان
گروه اراوان (انگلیسی: The Erawan Group) شرکت خوشه‌ای تایلندی است، که در سال ۱۹۸۲ تأسیس شد.